# Stylopauropus alaskensis
Stylopauropus alaskensis är en mångfotingart som beskrevs av Hilton 1931. Stylopauropus alaskensis ingår i släktet skaftfåfotingar, och familjen fåfotingar. Inga underarter finns listade i Catalogue of Life.